# ITunes Live from Montréal
iTunes Live from Montreal è un EP live dei Simple Plan, pubblicato il 6 febbraio 2008.
Consiste nell'esibizione live acustica della band tenutasi a Montréal nel 2008.
Come accade spesso nei set acustici live della band, il batterista Chuck Comeau non ha partecipato direttamente al concerto.

## Tracce
1. Shut Up! - 5:44
2. When I'm Gone - 4:31
3. Take My Hand - 5:00
4. Your Love Is a Lie - 4:32
5. Time to Say Goodbye - 4:42
6. I'd Do Anything - 4:05
7. Welcome to My Life - 5:19
8. Perfect - 5:45

## Formazione
- Pierre Bouvier - voce, tamburello a sonagli
- David Desrosiers - basso, voce secondaria
- Sébastien Lefebvre - chitarra acustica, voce secondaria
- Jeff Stinco - chitarra acustica